# Prostitución (obra de teatro)
Prostitución: La vida en las mancebías es una obra de teatro en verso y tres actos de Luis Fernández Ardavín, estrenada en 1933.

## Argumento
Una pobre mujer cae, víctima de la desesperación, en las garras de la prostitución. Sus intentos de redimirse, en beneficio de su propio hijo, fracasan uno detrás de otro.

## Estreno
- Teatro Eslava, Madrid, 23 de marzo de 1933.
  - Intérpretes: Ana Adamuz.